# Selenocosmia sutherlandi
Selenocosmia sutherlandi é uma espécie de aranha pertencente à família Theraphosidae (tarântulas).